# August Zierfuß
Andreas August Zierfuß (* 20. Dezember 1803 in Frankenhausen; † 18. November 1867 ebenda) war ein deutscher Nadler und Unternehmer.
Er entstammte der alteingesessenen Nadelmacherfamilie von Gottfried Christian Zierfuß und Marie Elisabeth Jahn (in dritter Ehe). Im Gegensatz zu den Knopfmachern, die Knöpfe aus Stoff und Rosshaar fertigten, stellten die Nadler neben Nadeln auch Metallknöpfe her.
Auf seiner Wanderschaft lernte er im Wiener Vorort Ottakring die Herstellung von Perlmuttknöpfen kennen. Um 1831 eröffnete er in Frankenhausen die erste Perlmutterknopffabrik. Später wurden auch Knöpfe aus Kunststoffen und Holz hergestellt. 1863 gab es bereits acht Fabriken und 1880 sogar 23 Fabriken in Frankenhausen. Nach einer Erfindung des Apothekers Martin wandte Zierfuß das Schwarzbeizen der Perlmutter an.
1833 heiratete er Anna Sophie Spangenberg, mit der er die fünf Kinder Christiane Friederike Pauline Zierfuß (* 4. Juli 1833), Caroline Amalie Auguste Zierfuß (* 25. März 1835), Johann Friedrich Albert Zierfuß (* 8. September 1836), Ludwig Albrecht Zierfuß (* 13. Juni 1838) und Friederike Wilhelmine Louise Zierfuß (* 13. September 1843) hatte.